# Hentziectypus
Hentziectypus is een geslacht van spinnen uit de  familie van de Theridiidae (kogelspinnen).

## Soorten
- Hentziectypus annus (Levi, 1959)
- Hentziectypus apex (Levi, 1959)
- Hentziectypus conjunctus (Gertsch & Mulaik, 1936)
- Hentziectypus florendidus (Levi, 1959)
- Hentziectypus florens (O. P.-Cambridge, 1896)
- Hentziectypus globosus (Hentz, 1850)
- Hentziectypus hermosillo (Levi, 1959)
- Hentziectypus schullei (Gertsch & Mulaik, 1936)
- Hentziectypus serax (Levi, 1959)
- Hentziectypus turquino (Levi, 1959)